# Georg Friedrich Christian Greiner
Georg Friedrich Christian Greiner (* 30. Oktober 1775 in Worms; † 15. Januar 1858 in Eisenberg) war ein deutscher Arzt.
Greiner praktizierte in Eisenberg, wo er seit 1825 herzoglich Sachsen-Altenburgischer Hofmedikus, Amts- und Stadtphysikus und seit 1838 Medizinalrat war. Er zeichnete sich durch eine philosophische Bildung aus, hatte aber dabei eine durchaus naturphilosophische Richtung. Er vertrat die Meinung, dass der Arzt einem Todkranken nie die Hoffnung auf Wiedergenesung nehmen dürfe.
Unter anderem verfasste Greiner eine Anzahl von Aufsätzen über verschiedene Themen der  ärztlichen Praxis in Pierers Allgemeinen medizinischen Annalen (1803–22) sowie zahlreiche Artikel in Pierers Anatomisch-physiologischem Realwörterbuch. Auch war er Mitarbeiter des Brockhaus Konversationslexikon, besonders bei dessen 5. Auflage. 

## Schriften
- Sollen wir unseren Kindern die Schutzpocken einimpfen lassen?, Eisenberg 1802
- Die Kunst, gesunde Kinder zu haben, Eisenberg 1802; 2. Auflage 1809
- Anleitung zu allgemeinen Krankenpflege, Eisenberg 1809; 2. Auflage unter dem Titel Anleitung zur Wartung der Kranken, Eisenberg 1813
- Über das Säugen der Ammen, Altenburg 1811; zweite Auflage, ebenda 1820
- Der Traum und das fieberhafte Irresein. Ein physiologisch-psychologischer Versuch, Leipzig 1817
- Der Arzt im Menschen oder die Heilkraft der Natur, 2 Bände, Altenburg 1827
- Schule und Leben oder der nachteilige Einfluss unzweckmäßiger Schuleinrichtungen auf die Gesundheit, Altenburg 1838
- Die rheumatischen Krankheiten, nach ihrem Wesen, ihren verschiedenen Erscheinungsformen, Umwandlungen …, Leipzig 1841
- Die narkotischen Mittel. Als Beitrag zur Erkenntnis ihrer Bedeutung …, Leipzig 1844
- Der wohlberatende Hausarzt nebst der nötigen Hausapotheke, zur Belehrung in dringenden Krankheitsfällen für Stadt- und Landbewohner, Leipzig 1844
- Biosoterion oder Heilslehre für das leibliche Leben des Menschen, Erlangen 1856